# Karl Tornow (Sonderpädagoge)

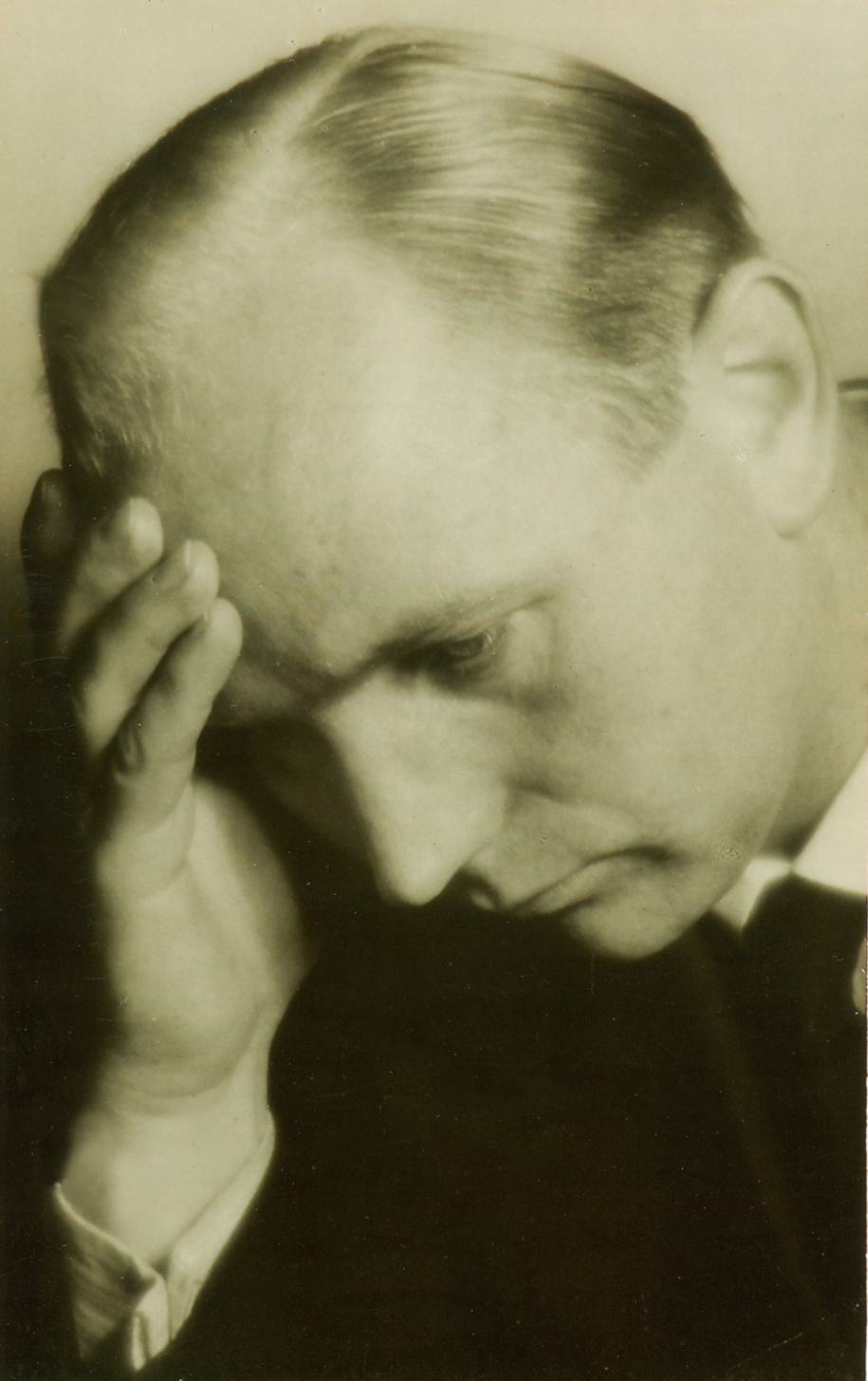
Portraitfoto von Karl Tornow, 1942

Karl Tornow (geboren am 11. Dezember 1900 in Wasserleben; gestorben am 12. Januar 1985 in Heusenstamm) war der bedeutendste Sonderpädagoge im Nationalsozialismus, der in der Sonderpädagogik auch über die Zeit des Nationalsozialismus hinaus gewirkt hat. Tornow hat als promovierter Hilfsschullehrer und als führendes Mitglied der Fachschaft Sonderschulen des Nationalsozialistischen Lehrerbunds die Entwicklung einer übergreifenden sonderpädagogischen Profession in Deutschland vorangebracht, den Begriff „Sonderpädagogik“ als neue Bezeichnung für die Disziplin im Nationalsozialismus etabliert sowie der Unterrichts- und Auslesepraxis in der Hilfsschule neue Impulse gegeben. Insgesamt hat er an der Grundlegung des sonderpädagogischen Systems, die in der NS-Zeit erfolgt ist, entscheidend mitgewirkt.

## Leben

### Entwicklung und Tätigkeit vor der NS-Zeit
Karl Tornow wurde am 11. Dezember 1900 als Sohn eines preußischen Eisenbahnbeamten und seiner Ehefrau, die aus einer begabten städtischen Familie stammte, in Wasserleben, Kreis Wernigerode geboren. Beim Spiel in den Jungengruppen des Dorfes erwarb er wichtige soziale Kompetenzen. Das wurde in den „Stippstörikes“ deutlich, in denen Tornow seine Kindheitserlebnisse in Wasserleben schilderte. Nach dem Besuch der Volks- und Mittelschule machte Tornow im Lehrerseminar in Halberstadt eine Ausbildung zum Volksschullehrer, fand aber in der Zeit der Überfüllungskrise keine Anstellung in der Volksschule. Er musste deshalb in den Bereich der Fürsorgeerziehung ausweichen, in dem er von 1921 bis 1928 tätig war. Dort sammelte er seine ersten Berufserfahrungen, die ihn als Sondererzieher prägten.
Von 1921 bis 1923 war Tornow als Erziehungsgehilfe in der Landeserziehungsanstalt Gut Lüben bei Burg, Kreis Magdeburg in der Erziehung von „Schwererziehbaren“ tätig. 1923 wechselte er als Lehrer und Erzieher in das Landeswaisenheim Langendorf bei Weißenfels an der Saale. Dort legte er 1925 seine zweite Prüfung als Volksschullehrer ab. Während seiner Tätigkeit in Langendorf absolvierte er 1927 an der Hilfsschule in Halle an der Saale zwei wenige Wochen dauernde Kurse für die Hilfsschullehrerausbildung. Das ermöglichte ihm, 1928 als Hilfsschullehrer an diese Schule zu wechseln. Die Hilfsschule in Halle wurde von Martin Breitbarth geleitet und gehörte zu den größten und bedeutendsten Hilfsschulen ihrer Zeit. Tornow wurde wie andere Lehrer dieser Schule an der Universität Halle-Wittenberg neben seiner Hilfsschullehrertätigkeit zum Doktor der Philosophie promoviert. Seine Dissertation zum Hilfsschullehrplan wurde 1932 und damit noch im Jahr seiner Promotion in einem renommierten pädagogischen Verlag veröffentlicht und rasch zu einem Standardwerk der Hilfsschulpädagogik.

### Tätigkeit in der NS-Zeit
In der NS-Zeit war Tornow bis 1942 als Lehrer und Rektor in der Hilfsschulpraxis tätig. Er wirkte zudem als führender Vertreter in der Fachschaft V (Sonderschulen) des Nationalsozialistischen Lehrerbunds (NSLB) und bestimmte als Hauptschriftleiter des 1934 erschienenen Fachschaftsorgans „Die deutsche Sonderschule“ deren Veröffentlichungspolitik. 1939 übernahm er in Vertretung von Alfred Krampf auch die Leitung der Reichsfachgruppe Hilfsschulen in der Fachschaft Sonderschulen des NSLB. Das ermöglichte ihm, mit dem Reichs- und Preußischen Ministerium für Erziehung, Wissenschaft und Volksbildung über Hilfsschulfragen zu verhandeln und auf dessen Erlasse Einfluss zu nehmen. Dazu gehörten die 1942 erschienenen reichsweit geltenden Hilfsschulrichtlinien, die auf Tornows Dissertation basierten und im Wesentlichen von ihm selbst geschrieben worden waren, und der „Personalbogen für die Hilfsschüler“ von 1940, durch den die Hilfsschulauslese reichsweit vereinheitlicht wurde.
1937 wechselte Tornow von der Hilfsschule in Halle als Rektor an die Hilfsschule in Magdeburg. Dort übernahm er auch die Leitung der Gaufachschaft Sonderschulen Magdeburg-Anhalt des NSLB und die nebenamtliche Leitung der Hilfsberufsschule. Tornow machte die Magdeburger Hilfsschule durch Beiträge im Fachschaftsorgan und durch das „Magdeburger Verfahren“ der Hilfsschulauslese reichsweit bekannt und zum Modell der Sonderschule im Nationalsozialismus. 1942 wurde er als Schulrat für Hilfsschulfragen in das Provinzialschulkollegium nach Berlin berufen.
Tornow förderte die enge Zusammenarbeit der Fachschaft Sonderschulen mit dem Rassenpolitischen Amt der NSDAP (RPA), das rassenpolitische Propaganda und antisemitische Hetze betrieb. Diese Zusammenarbeit fand 1936 in einem gemeinsamen rassenpolitischen Schulungslager für Sonderschullehrer in Tasdorf bei Berlin ihren Anfang. Sie verstetigte sich ab 1937 durch die Schaffung eines Referats für negative Auslese und Sonderschulfragen im RPA, in das führende Sonderschullehrer als nebenamtliche Mitarbeiter berufen wurden. Tornow war seit 1937 in der Reichsleitung und in der Gauleitung Magdeburg-Anhalt des RPA nebenamtlich tätig.
Tornow wirkte an der „Deutschen Gesellschaft für Kinderpsychiatrie und Heilpädagogik“ (DGKH), die als gemeinsame wissenschaftliche Fachgesellschaft von Kinderpsychiatern und Sonderpädagogen in der NS-Zeit gegründet wurde, führend mit. Auf dem Gründungskongress der Gesellschaft, der 1940 in Wien stattfand, hielt er einen programmatischen Vortrag, in dem er das Verhältnis von Sonderpädagogik und Kinderpsychiatrie bestimmte.
Nachdem Tornow 1943 als Soldat eingezogen worden war, wurde er im Luftwaffenlazarett für Rückenmark- und Hirnverletzte in Berlin in der Rehabilitation von Hirnverletzten eingesetzt. Damit erschloss er für Hilfsschullehrkräfte ein neues Arbeitsfeld im außerschulischen Bereich und erweiterte die Sonderschulpädagogik zur Rehabilitationspädagogik.

### Tätigkeit nach der NS-Zeit
Tornow wurde in seinem Entnazifizierungsverfahren, in dem er sich als Retter der Hilfsschule und der Hilfsschulkinder sowie als Gegner und Opfer des Nazi-Regimes darstellte, als „Unbelasteter“ eingestuft. Das ermöglichte ihm wie anderen Angehörigen der zwischen 1900 und 1910 geborenen „Kriegsjugendgeneration“, nach der NS-Zeit erneut Karriere zu machen. Tornow wechselte 1951 von der Nachfolgeeinrichtung des Luftwaffenlazaretts für Hirnverletzte, die in der psychiatrischen Anstalt in Alzey untergebracht war, zu einem neu gegründeten Institut in Hannover, das sich „Psychotherapeutisches Institut und Erziehungsberatungsstelle für das Land Niedersachsen (Child Guidance Clinic)“ nannte. Dort war er bis 1967 in leitender beamteter Funktion als Sonderpädagoge und Psychologe in der Beratung von Eltern, in der Diagnostik und Therapie von Kindern und Jugendlichen sowie in der „Psychagogenausbildung“ tätig. Durch diese Ausbildung, die im Schnittfeld von Pädagogik und Psychologie und als Aufbauausbildung für Hilfsschullehrkräfte und Sozialpädagogen angelegt war, sollte Hilfsschullehrkräften ein neues Arbeitsfeld im Bereich der Beratung erschlossen werden. 1960 wurde Tornow nach einer berufsbegleitenden psychotherapeutischen Ausbildung als Lehranalytiker anerkannt. In der Zeit von 1974 und 1975 übernahm er als Lehranalytiker übergangsweise die Leitung des psychotherapeutischen Instituts in Heidelberg. Aber auch als Psychotherapeut galt sein zentrales Interesse der Hilfsschule. Tornow wirkte bis 1965 nebenamtlich als Dozent an der Hilfsschullehrerausbildung im Heilpädagogischen Institut an der Pädagogischen Hochschule Hannover mit und bemühte sich vergeblich um eine Professur für Heilpädagogik.
Auch wenn Tornow im Verband Deutscher Hilfsschulen, der sich 1955 in Verband Deutscher Sonderschulen umbenannte und als solcher die Nachfolge der Fachschaft Sonderschulen antrat, keine Funktion mehr hatte, waren die Politik des Verbandes und seine Verlautbarungen doch stark von Tornows Vorgaben geprägt. Das wurde an den Hilfsschulrichtlinien, die der Verband 1955 vorlegte und die auch im Titel den reichsweiten Hilfsschulrichtlinien von 1942 weitgehend entsprachen, besonders deutlich. Tornows Lehrplanbuch wurde in der Lernbehindertenpädagogik, wie sich die Hilfsschulpädagogik inzwischen nannte, noch 1980 zustimmend zitiert und in der Hilfsschullehrerausbildung verwendet. Durch Neuauflagen seiner Schriften zur Hilfsschulauslese und durch Neuherausgabe des Personalbogenformulars wirkte Tornow auch in der Hilfsschulpraxis weiter. Tornow nahm wie in der NS-Zeit an internationalen Kongressen der Heilpädagogik als Vertreter Deutschlands teil. Für seine Verdienste in der Heilpädagogik und der Psychotherapie wurde Tornow 1981 das Verdienstkreuz am Bande des Landes Niedersachsen verliehen. In der Begründung für diese Ehrung hieß es, sein politisches Verhalten vor 1945 stehe einer Ordensverleihung nicht entgegen. Tornow starb am 12. Januar 1985 in Heusenstamm bei Frankfurt am Main, wo er bis zu seinem Tod eine psychotherapeutische Praxis betrieb.

## Die Entwicklung der sonderpädagogischen Profession
Tornow spielte für die Entwicklung einer alle Berufsgruppen der Sonderschullehrer übergreifenden sonderpädagogischen Profession, die im Nationalsozialismus erfolgte, eine wichtige Rolle. Im Zuge der „Gleichschaltung“ wurden die getrennten Berufsverbände der Blinden-, Taubstummen- und Hilfsschullehrer 1933 in die Fachschaft Sonderschulen des NSLB überführt. Die Fachschaft Sonderschulen war von Martin Breitbarth, der die Überführung des Hilfsschulverbands in den NSLB leitete, gegen den Widerstand der Taubstummenlehrerschaft mit rassenhygienischen Argumenten durchgesetzt worden. Durch die Schaffung einer gemeinsamen Berufsorganisation für alle zu dieser Zeit bestehenden Gruppen von Sonderschullehrern war ein wichtiger Schritt für die Gleichstellung der Hilfsschullehrer mit den privilegierten Blinden- und Taubstummenlehrern und für die Entwicklung einer übergreifenden sonderpädagogischen Profession getan. Für die Zusammenführung der getrennten Berufsgruppen spielten auch das gemeinsame Fachschaftsorgan „Die deutsche Sonderschule“, dessen Hauptschriftleiter Tornow war, und das gemeinsame reichsweite Fachschaftslager in Berlin-Birkenwerder eine wichtige Rolle.
Dieses Lager war von der Fachschaft Sonderschulen zusammen mit dem preußischen Kultusministerium im Oktober 1934 und im Januar 1935 veranstaltet worden. In das paramilitärisch organisierte Lager wurden 188 ausgewählte männliche Sonderschullehrer einberufen, die zu gleichen Teilen aus allen Fachgruppen der Fachschaft Sonderschulen und aus allen Teilen des Deutschen Reiches stammten und die Elite der deutschen Sonderschullehrerschaft darstellten. Das Lager in Birkenwerder diente nicht nur der rassenhygienischen Schulung, sondern sollte auch die Einheit der Sonderschullehrer unmittelbar erfahrbar machen. Blinden-, Taubstummen- und Hilfsschullehrer wurden im Nationalsozialismus nicht zuletzt durch die neue gemeinsame praktische Aufgabe, die sich ihnen durch das „Gesetz zur Verhütung erbkranken Nachwuchses“ (GzVeN) stellte, als Profession vereint. Im GzVeN, das am 14. Juli 1933 erlassen wurde und am 1. Januar 1934 in Kraft trat, wurden u. a. der „angeborene Schwachsinn“, die „erbliche Blindheit“ und die „erbliche Taubheit“ als „Erbkrankheiten“ und die Zwangssterilisation der „Erbkranken“ festgeschrieben. Damit waren alle Schülerinnen und Schüler der bestehenden Sonderschulen als potentiell „Erbkranke“ bestimmt und alle Sonderschullehrkräfte über die Sonderschule als Institution in die Mitarbeit am Gesetz eingebunden. Die Auslese in die Sonderschule wurde damit zur Vorauslese für die Zwangssterilisation, der vor allem die als „angeboren Schwachsinnige“ kategorisierten Hilfsschulkinder zum Opfer fielen, und die Auslese aus der Sonderschule zur Vorauslese für die „Euthanasie“.
Tornows besonderes Bemühen galt der Entwicklung einer gemeinsamen Sonderschullehrerausbildung, die eine weitere wichtige Voraussetzung für die Entwicklung der sonderpädagogischen Profession darstellte. Ein entsprechender Versuch, den Tornow und die Fachschaft Sonderschulen 1935 unternommen hatten, war am Widerstand der Taubstummenlehrer gescheitert, die auf getrennten Ausbildungen beharrten. Mit dem Entwurf zur Ausbildung und Prüfung für Hilfsschullehrer, den das Reichskultusministerium 1941 vorlegte und der Tornows Handschrift trug, versuchte Tornow, die gemeinsame Sonderschullehrerausbildung durch die Hintertür einzuführen. Dieser Entwurf konnte in der Folgezeit zwar nicht mehr realisiert werden, schuf aber die Grundlage für künftige Entwicklungen. In den Entwurf waren auch die Erfahrungen eingegangen, die Tornow als Dozent in der Hilfsschullehrerausbildung an der Hilfsschule in Halle gesammelt hatte.

## Die Etablierung des Begriffs „Sonderpädagogik“
Tornow hielt im Fachschaftslager in Birkenwerder 1934 einen richtungsweisenden Vortrag, in dem er die Einheit der Fachschaft Sonderschulen begründete und die Heilpädagogik als Sonderpädagogik neu bestimmte. Damit verbunden war die Neubestimmung der Sonderschulkinder. Die Taubstummenlehrerschaft hatte ihre Ablehnung der gemeinsamen Fachschaft mit der grundlegenden Differenz zwischen der Blinden- und Taubstummenpädagogik einerseits, der Hilfsschul- und Heilpädagogik andererseits begründet und erklärt, Hilfsschulkinder seien heilbar, Blinde und Taube dagegen nicht. Die Hilfsschullehrerschaft hatte mit dem Begriff „Heilpädagogik“ indes nicht auf die Heilbarkeit der Hilfsschulkinder abgehoben, sondern die Nähe der Hilfsschulpädagogik zur psychiatrischen Medizin markiert. Hilfsschulkinder wurden von der Hilfsschul- und Heilpädagogik seit ihrer Entstehung im 19. Jahrhundert als „angeboren Schwachsinnige“ und damit als unheilbar Gehirnkranke und überwiegend Erbkranke bestimmt, die als solche der dauernden Sondererziehung in der Sonderschule bedurften.
Tornow ersetzte in seinem Vortrag den Begriff „Heilpädagogik“, den er als missverständlich wertete, durch den neuen Begriff „Sonder- oder Sonderschulpädagogik“. Er bestimmte Sonderschulkinder nicht mehr kausal als Blinde, Taube oder angeboren Schwachsinnige und damit als Kranke je besonderer Art, sondern final als „Behinderte“. Tornow erklärte, Sonderschulkinder seien behindert, sich unter Benutzung der üblichen Bildungseinrichtungen zu einem vollwertigen Glied der deutschen Volksgemeinschaft zu entwickeln. Aufgabe der Sonderpädagogik sei es, den schadhaften völkischen Erziehungsvollzug funktionstüchtig zu machen. An diese Bestimmung knüpfte die Behindertenpädagogik nach der NS-Zeit, wenn auch mit verändertem Vokabular, an. Durch die Veröffentlichung von Tornows Vortrag, die 1935 im Fachschaftsorgan und in einer Monografie erfolgte, wurde der Begriff „Sonderpädagogik“ in Fachkreisen rasch bekannt und als neue Bezeichnung für die Disziplin im Nationalsozialismus etabliert.
In dem Vortrag, den Tornow auf der Gründungstagung der Deutschen Gesellschaft für Kinderpsychiatrie und Heilpädagogik am 5. September 1940 in Wien hielt, präzisierte er den Begriff, plädierte für dessen Verwendung statt „Heilpädagogik“ und bestimmte die Sonderpädagogik als „Völkische Sonderpädagogik“. Damit schloss er die Disziplin auch begrifflich an die nationalsozialistische Ideologie an. Tornow führte aus, Ziel der Sondererziehung sei nicht die „völkische“ Brauchbarkeit, denn das schließe erbbiologische Tüchtigkeit ein, die bei einem Teil der Sonderschulkinder selbstverständlich nicht vorhanden sei. Die Sonderschulen seien Sammelbecken für erbbiologisch unerwünschten Nachwuchs, die nicht nur an der Gewinnung von Unterlagen für eine gerechte Entscheidung über die Sterilisation aktiv mitarbeiteten, sondern Sonderschulkinder auch „volklich“ brauchbar machen würden. Damit war die Erziehung der Sonderschulkinder zur Akzeptanz ihrer Sterilisation als „Erbkranke“ gemeint, die die Sonderschullehrerschaft als ihren speziellen Beitrag zum GzVeN beanspruchte.
Der Begriff „Sonderpädagogik“ wurde von dem Schweizer Sonderpädagogen Heinrich Hanselmann, der den ersten Lehrstuhl für Heilpädagogik innehatte und als Nestor der Heilpädagogik gilt, in seiner „Theorie der Sondererziehung“ 1941 übernommen, ohne dass Hanselmann auf die Einführung des Begriffs durch Tornow im nationalsozialistischen Deutschland Bezug nahm. In einer empörten Replik verwies die Fachschaft Sonderschulen auf Tornows Urheberschaft und reklamierte den Begriff „Sonderpädagogik“ als „unser geistiges Eigentum“.

## Die Modernisierung der Unterrichtspraxis in der Hilfsschule
Tornow leistete in der Zeit des Nationalsozialismus einen wichtigen Beitrag zur Modernisierung der Unterrichtspraxis in der Hilfsschule. Das geschah vor allem in methodischer Hinsicht. Dabei kamen ihm auch die Erfahrungen zugute, die er in der Heimerziehung gesammelt hatte. Die Modernisierung der Unterrichtspraxis wurde an der Hilfsschulfibel, an der Schulgartenarbeit und am Sonderschulbuch „Erbe und Schicksal“ besonders deutlich.

### Die Hilfsschulfibel
Für die Gestaltung der Hilfsschule als Sonderschule und ihre Ablösung von der Volksschule waren neben eigenen Gebäuden und Lehrplänen eigene Schulbücher von besonderer Bedeutung. In der Zeit des Nationalsozialismus gelang erstmals die Herausgabe eines reichsweit einheitlichen Schulbuchs für die Hilfsschule. Das war die „Fibel für Hilfsschulen“, die 1942 erschien und für die ersten beiden Klassenstufen der Hilfsschule bestimmt war. Sie umfasste zwei Teile, den Leselehrgang und das „Lesebuch für die Kleinen“, und stellte die 7. Auflage einer Hilfsschulfibel dar, die im Raum Berlin 1926 in 1. Auflage erschienen war.
Die 7. Auflage, an der Tornow erstmals als Herausgeber mitwirkte, wurde von ihm gegenüber der 1939 erschienenen 6. Auflage umfassend verändert. Die Fibel erhielt einen neuen goldfarbenen Einband und wurde damit für Kinder besonders attraktiv gestaltet. Die Abbildungen wurden erweitert, durchgehend farbig gedruckt und modernisiert. In der Fibel wurden erstmals auch Fotos und damit ein modernes Medium verwendet. Die Sütterlin-Schrift wurde durch die lateinische Schrift ersetzt. Auch im Aufbau wurde die Fibel modernisiert und in ihrer Systematik verbessert. So wurden die Lesetexte, die explizit Bezug auf das Leben der Kinder im Nationalsozialismus nahmen, nicht mehr verstreut unter traditionell heimatkundliche Gliederungspunkte subsumiert, sondern systematisch überzeugender unter dem neuen Gliederungspunkt „Aus der Volksgemeinschaft“ zusammengefasst sowie durch neue Texte und Fotos ergänzt, die insbesondere Adolf Hitler zeigten. Der Abschnitt „Aus der Volksgemeinschaft“ stellte den umfangreichsten Teil der Hilfsschulfibel dar, die weit stärker als zeitgenössische Volksschulfibeln nationalsozialistisch ausgerichtet war.

### Die Schulgartenarbeit
Die Arbeit im Schulgarten stellte neben der Arbeit in der Werkstatt und in der Schulküche das Zentrum des Hilfsschulunterrichts dar, der sich als „lebenspraktischer“ Unterricht verstand. Ziel des „lebenspraktischen“ Hilfsschulunterrichts, der sich im Gegenüber zum „abstrakten Buchunterricht“ der Volksschule bestimmte, war es, die Hilfsschule als Sonderschule zu profilieren und Hilfsschulkinder für die Gesellschaft sozial und beruflich „brauchbar“ zu machen. Dementsprechend wurde der Unterricht auf den künftigen Berufsbereich der Hilfsschulkinder zugeschnitten, der von der Hilfsschulpädagogik in einer ungelernten oder angelernten Tätigkeit gesehen wurde, und auf die Vermittlung des „lebensnotwendigen“ Wissens für diesen vorab festgelegten Bereich beschränkt.
Tornow modernisierte die Schulgartenarbeit, indem er sie zur „Freilufterziehung“ erweiterte und mit Vorstellungen der Reformpädagogik verband. So sollten im Schulgarten eine Unterrichtslaube, ein Freilandterrarium und ein Sandkasten für Unterrichtszwecke entstehen, die von den Schülern selbst gebaut werden sollten. Durch die Arbeit im Schulgarten sollten auch Einsichten in erbbiologische Zusammenhänge gewonnen werden.
In den 1942 erschienenen reichsweiten Hilfsschulrichtlinien hieß es, dass die Gartenarbeit dem Hilfsschullehrer in besonderer Weise die Möglichkeit bieten würde, die Aufgaben erziehlicher, unterrichtlicher, weltanschaulicher und volkswirtschaftlicher Art zu erfüllen. Die Gartenarbeit solle das Hilfsschulkind davor bewahren, bodenentwurzelt und damit halt- und heimatlos zu werden, und die Verwirklichung der Freilufterziehung im Dienste einer hilfsschuleigenen Gemütsbildung stehen.

### Das Sonderschulbuch „Erbe und Schicksal“
Das Sonderschulbuch Erbe und Schicksal, das Tornow als Hauptautor gemeinsam mit dem (sich seit 1936 in Eheberatungsstellen für die Sterilisierung Behinderter einsetzenden) Dresdner Taubstummenlehrer Herbert Weinert 1942 veröffentlicht hatte, stellte ein Schulbuch für die Hand des Sonderschullehrers dar. Es war aus der Praxis der beiden Autoren in der Sonderschule erwachsen und bot Sonderschullehrkräften eine Fülle praxisnaher Anregungen für den rassenhygienischen Unterricht. Mit dem Buch wurden die Vorgaben konkretisiert, die Tornow bereits 1934 im Fachschaftsorgan veröffentlicht hatte.
„Erbe und Schicksal“, in dem 87 Bilder, zumeist Fotos, 36 Sippentafeln „erbkranker“ Familien sowie 175 Arbeitsaufgaben für Schüler und deren Lösungen präsentiert wurden, war seiner Zeit in methodischer Hinsicht weit voraus. Das wird bei einem Vergleich mit dem Buch „Rasse und Erbe“ deutlich, das für den rassenhygienischen Unterricht in Volks- und Mittelschulen bestimmt war. Die Einführung in die Vererbungslehre und in die Erbkrankheiten erfolgte in „Erbe und Schicksal“ nicht durch fachliche Belehrung, sondern in Form kindgemäßer Geschichten, die vom Lehrer, aus dem Tornow sprach, lebendig erzählt wurden. Die Anfertigung einer Sippentafel erfolgte Schritt für Schritt. Die Kinder wurden ermutigt und aktiv in die Arbeit einbezogen, Begriffe und Symbole anschaulich erklärt, an die Erfahrung der Kinder und ihre Sprache angeknüpft und durch den Gebrauch des „wir“ Nähe zu den Kindern hergestellt.
„Erbe und Schicksal“ stellte nicht nur ein Meisterwerk der methodischen Kunst, sondern auch ein Meisterwerk der Propaganda dar, das die Rassenhygiene nutzte, um verdeckt Propaganda für die Sonderschule zu treiben. An die Darstellung der Erbkrankheiten, die den Hauptteil des Buches ausmachten, schloss sich die Darstellung der ihnen korrespondierenden Sonderschulen an. Das waren die Blinden-, die Taubstummen-, die Schwerhörigen-, die Sprachheilschule und die Hilfsschule. Damit wurden die zu dieser Zeit bestehenden Sonderschulen als rassenhygienisch bestimmte Einheit und als Teile des entstehenden Sonderschulsystems sichtbar gemacht, das mit dem Reichsschulpflichtgesetz von 1938 erstmals seine gesetzliche Grundlage erhalten hatte. In den Abschnitten über die Sonderschulen wurden deren besondere Unterrichtsmethoden herausgestellt, Sonderschulkinder auf Fotos als brauchbare Mitglieder der deutschen Volksgemeinschaft gezeigt und die Unverzichtbarkeit der Sonderschulerziehung für die „Verhütung erbkranken Nachwuchses“ verdeutlicht.

## Die Neugestaltung der Hilfsschulauslese
Die Hilfsschule rekrutierte seit ihren Anfängen um 1880 in Braunschweig ihre Schülerschaft durch negative Auslese aus der Volksschule. Mit dem „Magdeburger Verfahren“ wurde die Hilfsschulauslese von Tornow neu gestaltet. Das geschah vor allem dadurch, dass die generelle Bestimmung der Hilfsschulkinder als „angeboren schwachsinnig“ durch ihre zukunftsweisende Neubestimmung als „hilfsschulbedürftig“ ersetzt wurde. Die Neubestimmung der Kinder als „hilfsschulbedürftig“ lebt in ihrer Bestimmung als „sonderpädagogisch förderbedürftig“ im Wesentlichen unverändert fort. Da das „Magdeburger Verfahren“ in seinem Aufbau mit dem reichsweit geltenden Personalbogenerlass für die Hilfsschüler von 1940 praktisch identisch und eine Anleitung zum Ausfüllen des im Erlass vorgegebenen Personalbogenformulars war, wurde mit ihm erstmals ein reichsweit einheitliches Ausleseverfahren geschaffen und die Hilfsschulauslese normiert.
Das „Magdeburger Verfahren“ umfasste neben der gleichnamigen Anleitungsschrift, die Gustav Lenz und Karl Tornow als Lehrer bzw. Leiter der Magdeburger Hilfsschule 1942 veröffentlicht hatten, eine Mappe mit diagnostischem Material für die Auslese der Kinder durch den Hilfsschullehrer und die von Tornow verfasste Hilfsschulbroschüre „Denken Sie nur: Unser Fritz soll in die Hilfsschule!“, die bereits 1940 erschienen war. Diese Broschüre, die in zehntausenden Exemplaren aufgelegt wurde und das Flaggschiff einer Schriftenreihe des NSLB zur Sonderschule darstellte, war vordergründig für die „Aufklärung“ der Hilfsschuleltern bestimmt. Sie sollte deren Vorbehalte gegen die Hilfsschule widerlegen, die nicht zuletzt die Sterilisation ihrer Kinder betrafen. Der eigentliche Zweck der Broschüre bestand aber darin, die Neubestimmung der Hilfsschulkinder als „hilfsschulbedürftig“ zu verbreiten. Diese Neubestimmung erwies sich für die Hilfsschule in vielfacher Hinsicht als vorteilhaft. Dadurch wurde die Gleichsetzung der Hilfsschulkinder mit „Erbkranken“ im Sinne des GzVeN vermieden, die Hilfsschule aufgewertet und ihrer Wahrnehmung als „Sterilisationsschule“ entgegengewirkt. Zudem wurde durch die Neubestimmung der Kinder die fachliche Zuständigkeit der Sonderpädagogen für die Hilfsschulauslese festgeschrieben, die Grenze für die Auslese aus der Volksschule „nach oben“ verschoben und die Auslese in die Hilfsschule verstärkt.
Das Titelfoto der Hilfsschulbroschüre, das einen Schulanfänger zeigte, der keine sichtbaren geistigen oder körperlichen Beeinträchtigungen aufwies, machte die Neubestimmung des Hilfsschulkindes als „hilfsschulbedürftig“ auf den ersten Blick deutlich. Die Broschüre war wie das „Magdeburger Verfahren“ aus Tornows Praxis als Lehrer und Rektor in der Hilfsschule erwachsen und stellte wie „Erbe und Schicksal“ ein Meisterwerk der methodischen Kunst und der Propaganda für die Sonderschule dar. 1944 erschien die Broschüre in erweiterter und veränderter Auflage. 1955 wurde sie zusammen mit dem „Magdeburger Verfahren“ im Wesentlichen unverändert neu aufgelegt. Nur die Bezüge zum GzVeN waren gestrichen worden. Tornow brachte zudem das in der NS-Zeit erschienene Personalbogenformular für die Hilfsschule neu heraus, das in hoher Auflage verkauft und in der Hilfsschulpraxis noch in den 1970er-Jahren verwendet wurde.

## Rezeption
Zu Tornow gibt es in der Sonderpädagogik keine nennenswerte Forschung. Dem korrespondiert, dass zentrale Zusammenhänge zur Sonderpädagogik im Nationalsozialismus von der Sonderpädagogik verschwiegen worden sind. Dokumente aus Tornows Nachlass, die Gerhard Eberle, Hilfsschulpädagoge am Heilpädagogischen Institut der Pädagogischen Hochschule Heidelberg und führender Vertreter des Hilfsschulverbands in Baden-Württemberg, seit 1985 besaß und von denen Sieglind Ellger–Rüttgardt nachweislich Kenntnis hatte, wurden von ihnen nicht öffentlich gemacht und für die Forschung verwendet. Nur eines dieser Dokumente, ein „Persilschein“ für Tornow, wurde von Eberle rund 20 Jahre später veröffentlicht, allerdings ohne Angabe des Fundorts. Mit dieser Quelle sollte belegt werden, dass „Erbe und Schicksal“ gleich nach seinem Erscheinen vom RPA verboten worden war, weil es nicht den nationalsozialistischen Anschauungen entsprach. Während Tornow diese Falschbehauptung in seinem Entnazifizierungsverfahren genutzt hatte, um sich als Retter der Hilfsschule und der Hilfsschulkinder und als Gegner und Opfer des Nazi-Regimes zu erweisen, diente sie Eberle nun als Beleg, dass „Erbe und Schicksal“ in der Hilfsschulpraxis nicht wirksam werden konnte, und damit der Entlastung der Hilfsschullehrkräfte im Nationalsozialismus.
Tornow hatte der Bibliothek des Heilpädagogischen Instituts an der Pädagogischen Hochschule in Heidelberg noch zu seinen Lebzeiten eine Reihe seiner Schriften vermacht. Dazu gehörten die „Fibel für Hilfsschulen“ und „Erbe und Schicksal“. In beiden Büchern waren Abbildungen und Texte, die Bezug auf den Nationalsozialismus nahmen, von Tornow überklebt bzw. herausgeschnitten worden. So fehlte in der Fibel der Hauptteil „Aus der Volksgemeinschaft“ und in „Erbe und Schicksal“ der abschließende Teil, der „Von der Verhütung erbkranken Nachwuchses“ handelte. „Erbe und Schicksal“ waren die beiden Gutachten beigefügt, die der Verlag zu dem Manuskript von einem Mediziner und einem Pädagogen eingeholt hatte und die es insgesamt positiv werteten. Tornow wollte sich mit diesen Unterlagen rechtfertigen und auf seine Rezeption in der Sonderpädagogik Einfluss nehmen.
In der Rezeption Tornows, die in der Sonderpädagogik nach der NS-Zeit erfolgte, lassen sich zwei Phasen unterscheiden. In der ersten Phase, die bis in die 1970er-Jahre dauerte, wurde Tornow insgesamt positiv rezipiert. Das macht der Stichwortartikel zu Tornow deutlich, der im „Enzyklopädischen Handbuch der Sonderpädagogik“ 1969 und damit noch zu Tornows Lebzeiten erschienen war. Tornow wurde in diesem Artikel als reformpädagogisch orientierter Hilfsschulmethodiker und Didaktiker und als Retter der Hilfsschule dargestellt, der sich im Nationalsozialismus gegen Tendenzen gewandt hatte, die die Abschaffung der Hilfsschule bezweckten. Die kritische Wertung, dass er nach 1933 für die Durchdringung der Hilfsschule und der Hilfsschulpädagogik mit nationalsozialistischer Ideologie eingetreten sei, wurde dadurch relativiert, wenn nicht gar aufgehoben. Als Schriften Tornows wurden ausschließlich Veröffentlichungen aufgeführt, die vor oder nach der NS-Zeit erschienen waren. Die biografischen Daten zu Tornow waren zum erheblichen Teil falsch.
Diese falschen biografischen Daten wurden von Ellger-Rüttgardt rund 30 Jahre später in einem Beitrag übernommen, der im Jubiläumsband zum hundertjährigen Bestehen des Hilfsschulverbands 1998 erschien. Dieser Beitrag steht für die zweite Phase und für die geltende Rezeption Tornows in der Sonderpädagogik. Tornow wird in der Sonderpädagogik nun als „NS-Funktionär“ und damit als Verkörperung der rassenhygienischen Bestrebungen des Nazi-Regimes rezipiert, denen Hilfsschulkinder zum Opfer fielen. Dementsprechend wird „Erbe und Schicksal“ ins Zentrum gerückt und Tornows vor und nach der NS-Zeit erschienene Veröffentlichungen ausgeblendet. Als Inkarnation des Bösen wird Tornow in Gegensatz zu den Hilfsschullehrkräften in der Praxis gestellt, die zu retten versuchten, was zu retten war. Ausgeblendet wird, dass Tornow in der Zeit des Nationalsozialismus als Hilfsschullehrer und Rektor in der Praxis gewirkt und auf Hilfsschullehrkräfte nachhaltig Einfluss genommen hat. Es verwundert deshalb nicht, dass es auch zur Magdeburger Hilfsschule in der Sonderpädagogik keine Forschung gibt.
Durch manipulative Kürzung von Tornows Texten wird seine Rezeption als NS-Funktionär zu erhärten versucht. So sind beim gekürzten Abdruck von Tornows 1936 erschienenem Beitrag „Die Mitarbeit des Sonderschullehrers bei der Verwirklichung des Gesetzes zur Verhütung erbkranken Nachwuchses“ in einer Quellensammlung der Sonderpädagogik alle Beispiele, die aus Tornows Praxis als Hilfsschullehrer stammten und das Zentrum seines Beitrags darstellten, weggelassen worden. Das gilt auch für den bezeichnenden Untertitel „Aus der Praxis der Gutachtertätigkeit des Hilfsschullehrers“, der nur bei der Quellenangabe aufgeführt wurde. Ebenso sind in dieser Quellensammlung beim Abdruck des Abschnitts „Von Hilfsschülern und von der Hilfsschule“ aus „Erbe und Schicksal“ die Fotos, die Hilfsschulkinder als Hitlerjungen bzw. als im Schulgarten gemeinschaftlich Tätige zeigen, weggefallen. Damit ist die Darstellung der Hilfsschulkinder als brauchbare Mitglieder der deutschen Volksgemeinschaft ausgeblendet und unsichtbar gemacht worden, dass „Erbe und Schicksal“ auch ein Propagandabuch für die Sonderschule war.
In der historischen Bildungsforschung wird Tornow, anders als von der Sonderpädagogik, als Wegbereiter der sonderpädagogischen Profession rezipiert, der für die Entwicklung der Sonderpädagogik über die Zeit des Nationalsozialismus hinaus bedeutsam gewesen ist. Grundlage dafür ist umfangreiche Quellenforschung.

## Werke
- Der Lehr- und Bildungsplan der Hilfsschule. Theoretische Grundlegung und praktische Gestaltung des heilpädagogischen Bildungsgeschehens. Carl Marhold, Halle a. S. 1932; 2. unveränderte Auflage, Armanen, Leipzig 1938
- Völkische Heil- oder Sonderpädagogik? Zugleich eine Begründung der Einheit der Reichsfachschaft V (Sonderschulen) im NSLB. Carl Marhold, Halle a. S. 1935
- Die Mitarbeit des Sonderschullehrers bei der Verwirklichung des Gesetzes zur Verhütung erbkranken Nachwuchses. Aus der Praxis der Gutachtertätigkeit des Hilfsschullehrers. In: Die deutsche Sonderschule, 3, 1936, H. 5, S. 321–332
- „Denken Sie nur: Unser Fritz soll in die Hilfsschule!“. Deutscher Volksverlag, München 1940; 2. veränderte Auflage, Deutscher Volksverlag, München 1944; 3. veränderte Auflage, Gebrüder Müller, Kassel 1955
- Völkische Sonderpädagogik und Kinderpsychiatrie. In: Bericht über die 1. Tagung der Deutschen Gesellschaft für Kinderpsychiatrie und Heilpädagogik in Wien am 5. September 1940. In: Zeitschrift für Kinderforschung, 49, 1941, erschienen 1943, H. 1, S. 76–86
- mit Gustav Lenz: Das Magdeburger Verfahren. Anleitung zur Durchführung der Aussonderung hilfsschulbedürftiger Kinder unter Berücksichtigung des neuen Personalbogens für Hilfsschüler. Deutscher Volksverlag, München 1942; 2. veränderte Auflage, Gebrüder Müller, Kassel 1955
- mit Herbert Weinert: Erbe und Schicksal. Von geschädigten Menschen, Erbkrankheiten und deren Bekämpfung. Alfred Metzner, Berlin 1942
- mit Willibald Zausch und Alfred Krampf (Hrsg.): Fibel für Hilfsschulen. 1. Teil: Der Weg vom Lesen zum Schreiben, 2. Teil: Lesebuch der Kleinen. 7. neubearbeitete Auflage, Ferdinand Hirt, Breslau 1942
- Vollständiges Werkverzeichnis. In: Dagmar Hänsel: Karl Tornow als Wegbereiter der sonderpädagogischen Profession. Die Grundlegung des Bestehenden in der NS-Zeit. Julius Klinkhardt, Bad Heilbrunn 2008, S. 343–347, ISBN 978-3-7815-1624-3